# Eduard von Brauchitsch (General, 1798)
Eduard August von Brauchitsch (* 12. März 1798 in Lindenau; † 29. November 1869 in Wiesbaden) war ein preußischer General der Infanterie.

## Leben

### Herkunft
Eduard entstammte dem alten schlesischen Adelsgeschlecht von Brauchitsch. Er war der Sohn von Karl von Brauchitsch (1755–1839) und dessen Ehefrau Adolfine, geborene von Oertzen (1770–1844). Sein Vater war preußischer Landstallmeister der Kurmark, sowie Herr auf Wensöwen, Sidden und auf Chogow.

### Militärkarriere

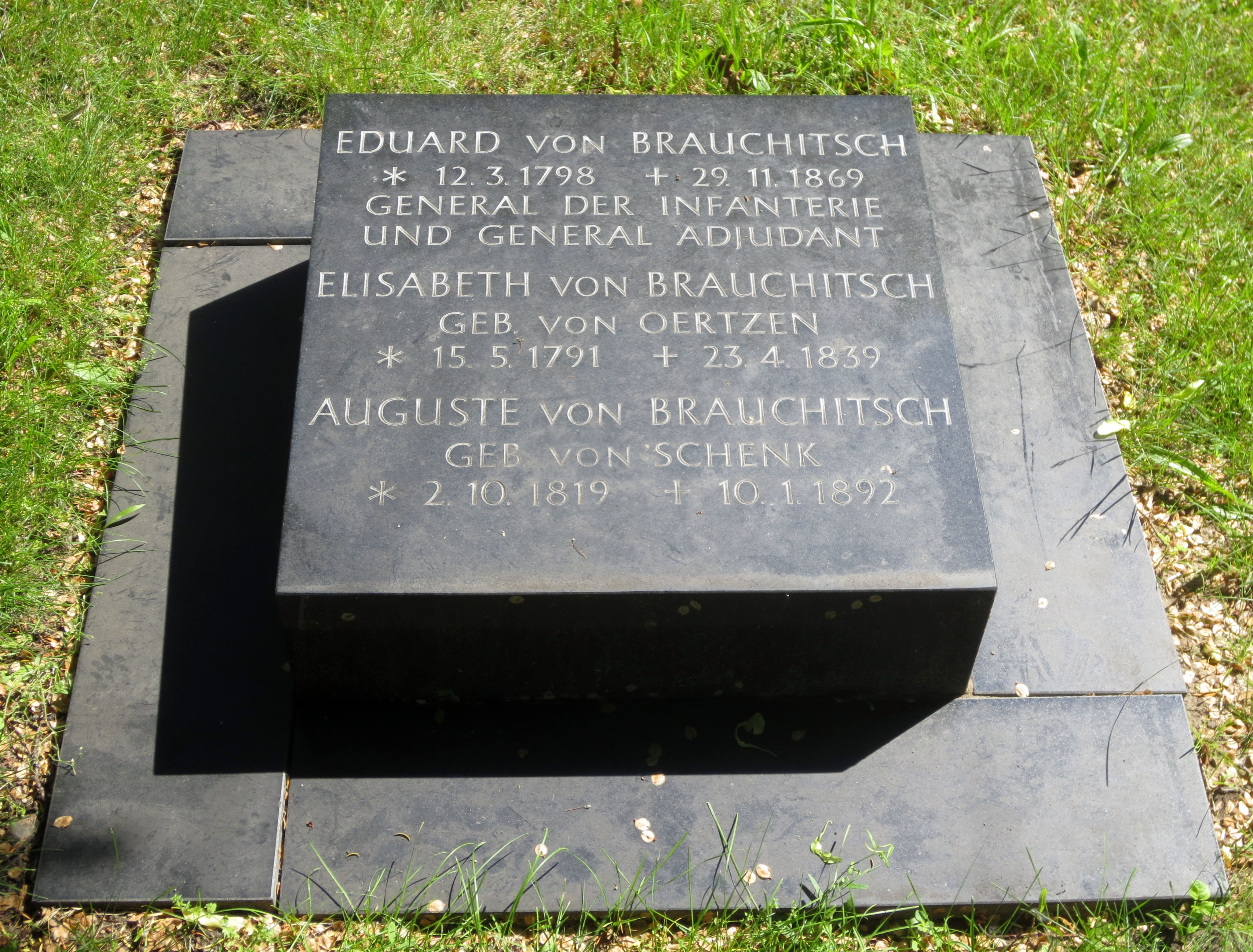
Berlin, Mitte, Invalidenfriedhof, Feld A, Grab Eduard von Brauchitsch, Restitutionsstein, 2012

Aus dem Kadettenkorps kommend trat Brauchitsch am 26. April 1815 als Sekondeleutnant in das 2. Garde-Regiment zu Fuß der Preußischen Armee ein. Von Oktober 1819 bis September 1822 absolvierte er die Allgemeine Kriegsschule und wurde im Anschluss daran zum Premierleutnant befördert. Im weiteren Verlauf seiner Militärkarriere diente Brauchitsch ab August 1838 bis zu dessen Tod als Flügeladjutant von König Friedrich Wilhelm III. Am 10. Mai 1848 zum Oberst befördert, war er ab 5. August 1848 Kommandeur des 31. Infanterieregiments und wurde für die Dauer des Feldzugs in Baden 1849 mit der Führung der Infanteriebrigade der 3. kombinierten Division beauftragt. Für seine Leistungen erhielt er das Kommandeurkreuz I. Klasse des Ordens vom Zähringer Löwen. Vom 4. Mai 1850 bis 4. November 1851 kommandierte Brauchitsch das 1. Garde-Regiment zu Fuß, übernahm anschließend die 2. Garde-Landwehr-Brigade und wurde am 23. März 1852 Generalmajor sowie am 3. April 1852 General à la suite des Königs. In den kommenden Jahren hatte er verschiedene Verwendungen als Brigadekommandeur, bis er schließlich am 14. Februar 1857 zum Kommandeur der 2. Division ernannt wurde. Kurz darauf folgte am 9. April 1857 seine Beförderung zum Generalleutnant und unter Beibehaltung seines Kommandos auch die Ernennung zum Generaladjutant des Königs. Ab 1. Juli 1860 fungierte Brauchitsch als Gouverneur von Luxemburg. Als solcher am 25. Juni 1864 zum General der Infanterie befördert, erhielt er am 26. April 1865 aus Anlass seines 50-jährigen Dienstjubiläums den Kronenorden I. Klasse verliehen. Von seiner Stellung in Luxemburg wurde Brauchitsch am 24. August 1867 entbunden. Zuletzt diente er als Präses der General-Ordens-Kommission.
Brauchitsch wirkte seit 1856 als Rechtsritter des Johanniterordens in der Balley Brandenburg.
Seine Grabstätte befindet sich auf dem Invalidenfriedhof in Berlin.

### Familie
Er heiratete am 9. Juni 1820 in Rattey Elisabeth von Oertzen, verwitwete von Dewitz (1791–1839). Aus der Ehe gingen acht Kinder hervor:
- Elise (1820–1891) ⚭ 12. März 1841 Karl Otto von Raumer, preußischer Staatsminister
- Karl (1822–1896), preußischer Generalmajor ⚭ 1851 Thekla von Liebeherr (1819–1891)
- Emma (1824–1865) ⚭ 21. Oktober 1850 in Potsdam Gustav von Brauchitsch (1822–1873), preußischer Generalmajor
- Viktor (1825–1875), Hofmarschall des Erbprinzen Leopold von Hohenzollern
- Eduard (1827–1889), preußischer Generalmajor ⚭ Elise von Humbert (1833–1905)
- Hedwig (1830–1894)
- Marie (* 1831) ⚭ 25. Juni 1863 in Luxemburg Otto von Palmenstein, preußischer Oberstleutnant
- Friedrich (* 1839), preußischer Hauptmann a. D.

Brauchitsch hatte in zweiter Ehe am 22. Juni 1842 in Mansfeld Auguste von Schenck (1819–1892) geheiratet. Aus der Ehe gingen folgende weitere Kinder hervor:
- Benno (* 1843), preußischer Hauptmann
- Wilhelm (1846–1905), preußischer Oberstleutnant

⚭ 1872 Martha Julie Christine Holm (1834–1876)
⚭ 1879 Anna Emilie Adelheid Teutler (* 1857)
- Margarete (* 1848)
- Louise (1850–1851)
- Konrad (1853–1916), preußischer Generalmajor ⚭ Helene Korn (1866–1914)
- Louis (1857–1930), preußischer Generalleutnant ⚭ 1891 Anna Feder (* 1867)
- Thekla (* 1858) ⚭ 2. Mai 1878 in Potsdam Georg von Eichel, preußischer Rittmeister der Reserve